# Saint-Cernin (Lot)
Saint-Cernin foi uma antiga comuna francesa na região administrativa de Occitânia, no departamento de Lot. Estendia-se por uma área de 16,28 km². Em 2010 a comuna tinha 319 habitantes (densidade: 19,6 hab./km²).
Em 1 de janeiro de 2017, ela foi incorporada ao território da nova comuna de Les Pechs-du-Vers.